# No Border network

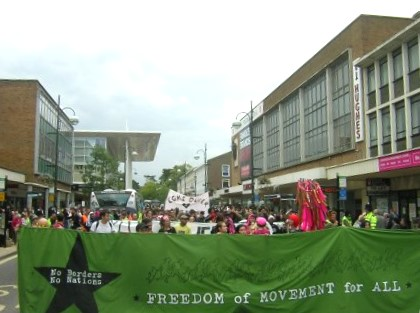
Dimostrazioni nel 2007 durante il No Borders Camp di Crawley, nel Regno Unito

Il No Border Network (nel Regno Unito chiamato anche No Borders Network, o Noborders Network) è una rete di organizzazioni politiche autonome, gruppi, e individui, con articolazioni e realtà locali in vari luoghi dell'Europa occidentale, centrale, orientale, e oltre.

## Rivendicazioni politiche
I soggetti che la compongono si battono per la libertà di movimento e oppongono resistenza a politiche di controllo dei flussi delle migrazioni umane, attraverso iniziative politiche come l'organizzazione e il coordinamento di campi di protesta sulle frontiere, azioni dimostrative, azioni dirette, campagne anti-deportazione.
La rete europeo-occidentale si oppone a quello che i suoi attivisti definiscono l'inasprimento, in senso restrittivo, nell'armonizzazione delle politiche europee in materia di asilo e immigrazione, e aspira a costruire alleanze tra lavoratori migranti e rifugiati. Tra gli slogan più comuni, vi sono "No Border, No Nation, Stop Deportations!", "Freedom of Movement, Freedom of Residence: Right to Come, Right to Go, Right to Stay!", "No one is illegal", "Papers for All or No Papers at All!"

## Storia
La rete No Border esiste dal 1999 mentre il suo sito web è stato creato nel 2000.
La sua articolazione britannica, No Borders UK, afferma la presenza, al 2016, di una rete di 12 gruppi locali in varie città del Regno Unito.

## Attività e iniziative

### Campi di protesta
Gruppi che fanno parte della rete si sono impegnati nell'organizzazione di vari campi di protesta (chiamati "No Border Camps", o, talvolta, "Border Camps"), come quelli organizzati a Strasburgo, in Francia (2002), a Otranto (in Italia) nel 2003, a Colonia (nel 2003 e nel 2012), al Gatwick Airport (2007) a Patrasso a Dikili (Turchia) nel 2008, a Calais (2009 e 2015), Lesbo (2009), Bruxelles (2010), a Siva Reka (Bulgaria) nel 2011, Stoccolma(2012), Rotterdam(2013), Ventimiglia (2015), Como (2016).